# クリス・アトキンズ
クリス・アトキンズ（Christopher Atkins）は、オーストラリアのボディビルダー、プロレスラー。ビクトリア州メルボルン出身。

## 来歴

### ボディビル
学生時代よりボディビルで活動。2009年5月16日、2009 NABBA / WFF InternationalにてNABBAジュニア部門で1位に選出。10月15日から3日間にかけて行われたINBA Natural Olympiaではジュニア部門で8位という結果に終わった。

### WWE
19歳になり、プロレスラーに転向する事を目指して地元であるビクトリア州を拠点とするNAW（New Aussie Wrestling）が運営するジョージ・ジュリオ・ジム、PCW（Professional Championship Wrestling）が運営するPCWアカデミーでトレーニングを積む。
2015年10月、アメリカのメジャープロレス団体であるWWEとディベロップメント契約を交わし入団。入団後、トレーニング施設であるWWEパフォーマンスセンターにて基礎を学ぶ。
2016年3月12日、WWEの傘下団体であるNXTのNXT Liveにて登場し、セグメントを行う。5月12日、NXT Liveにてプロレスラーデビューを果たし、セザル・ボノーニと組んでオーサーズ・オブ・ペイン（サニー・ディンサ & ギジム・セルマーニ）と対戦するが敗戦した。
2017年4月25日、WWEから解雇となった。